# مرجان بيتكوفيتش
مرجان بيتكوفيتش (بالألمانية: Marjan Petković)‏ هو لاعب كرة قدم ألماني في مركز حراسة المرمى، ولد في 22 مايو 1979 في براكنهايم في ألمانيا. لعب مع آينتراخت براونشفايغ وإف إس في فرانكفورت ونادي ساندهاوزن ونادي هوفنهايم.

## وصلات خارجية
- مرجان بيتكوفيتش على موقع قاعدة بيانات كرة القدم.إي يو (الإنجليزية)
- مرجان بيتكوفيتش على موقع بيانات كرة القدم. دي إي (الألمانية)
- مرجان بيتكوفيتش على موقع Soccerway.com (الإنجليزية)
- مرجان بيتكوفيتش على موقع عالم كرة القدم.نت (الإنجليزية)
- مرجان بيتكوفيتش على موقع AS.com (الإسبانية)